# Federalist-Artikel Nr. 7

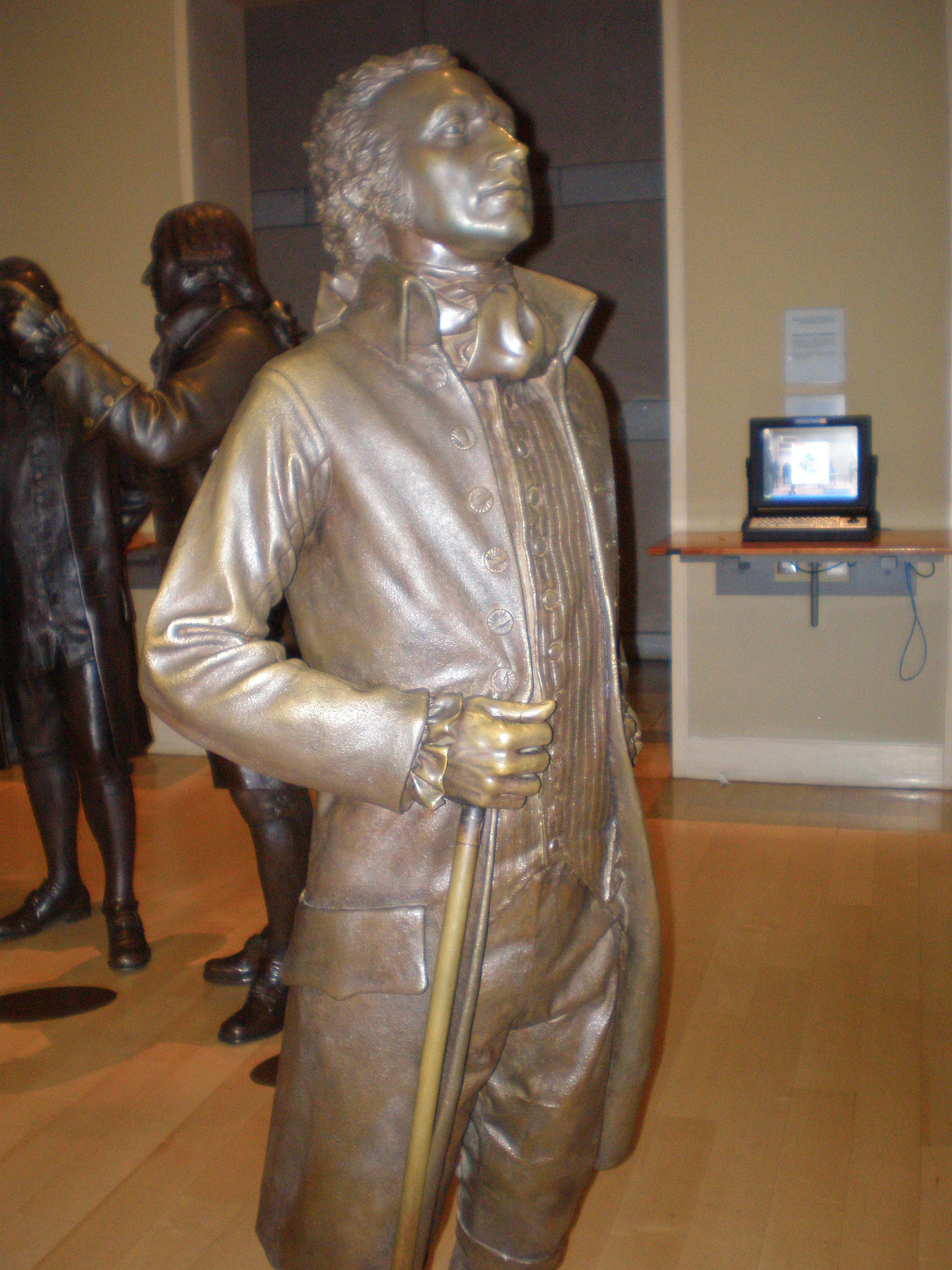
Alexander Hamilton

Der Federalist-Artikel Nr. 7 ist der dritte von Alexander Hamilton, einem der Gründerväter der Vereinigten Staaten, verfasste Essay in einer Reihe von 85 Aufsätzen, die 1787–88 in den Zeitungen Independent Journal, New-York Packet und Daily Advertiser erschienen und unter dem Namen Federalist Papers gesammelt veröffentlicht wurden.
Artikel Nr. 7 erschien am 17. November 1787 unter dem Titel „Fortsetzung des Themas: Über die Kriegsgefahr zwischen den Einzelstaaten“ (The Same Subject Continued: Concerning Dangers from Dissensions Between the States) im Independent Journal unter dem Pseudonym „Publius“.

## Geschichtlicher Hintergrund
Die 1777 verabschiedeten Konföderationsartikel (Articles of Confederation) der Vereinigten Staaten hatten sich schon wenige Jahre nach ihrer Ratifizierung 1781 als unzureichend erwiesen, um eine effiziente Regierung des Staatenbunds zu gewährleisten. 1787 war die Philadelphia Convention einberufen worden, um die Artikel zu überarbeiten, hatte im Ergebnis aber eine neue Verfassung entworfen. Im September 1787 wurde der Entwurf zur Ratifizierung an Verfassungskonvente in den einzelnen Staaten geleitet. Ab September 1787 agitierten die Gegner der Föderation („Anti-Federalists“) in Zeitungsartikeln gegen die Ratifizierung des Verfassungsentwurfs. Diesen entgegneten auf Seiten der Föderalisten die Aufsätze von Alexander Hamilton, James Madison und John Jay.

## Inhalt
Neben den Anreizen, welche „im Verlauf der Geschichte alle Nationen dieser Erde in Blut getränkt haben“, beschreibt Hamilton solche, die besonders dann zum Tragen kommen, wenn ihnen nicht durch eine Bundesverfassungen Beschränkung auferlegt werden.
In erster Linie führt er Gebietsstreitigkeiten an, die das noch weitgehend unbesiedelte Gebiet der Vereinigten Staaten betreffen könnten, dessen Besitzverhältnisse noch unklar seien. Dies treffe vor allem auf die ehemaligen britischen Kronlande in den westlichen Territorien zu. Für diese habe der Kongress eine gütliche Lösung gefunden, indem er einen Großteil der ehemaligen britischen Kronlande in das gemeinschaftliche Eigentum der Union überführt habe. Wenn diese Gebiete nach dem Wegfall der Union unter den Einzelstaaten verteilt werden sollten, ließen sich die daraus folgenden Gebietsstreitigkeiten wahrscheinlich nicht friedlich beilegen. Als Beispiele führt Hamilton den Streit zwischen Connecticut und Pennsylvania um das Gebiet von Wyoming an, der nach den Vorgaben der Föderationsartikel vom Federal Court entschieden wurde. In der Frage der Eigenständigkeit Vermonts hätten sich New Hampshire, Massachusetts, Connecticut, New Jersey, Rhode Island und Maryland gegen den Staat New York gestellt, dessen Einfluss die kleineren Staaten entgegenwirken wollten.
Als weiteres Motiv für mögliche Konflikte führt Hamilton den wirtschaftlichen Wettbewerb an: Unabhängige Einzelstaaten würden jeweils eine eigenständige Wirtschaftspolitik betreiben und versuchen, ihren Bürgern exklusive Rechte zu sichern. Dies ließe Unterschiede, Präferenz- und Ausschlussbedingungen entstehen, welche ihrerseits Anlass zu Unzufriedenheit geben würden. Gerechtfertigte Handlungen unabhängiger Staaten, welche ihr eigenes Interesse verfolgten, würden dann als Beeinträchtigungen eingeschätzt. Der in den Staaten herrschende ungezügelte Unternehmergeist würde Handelsbeschränkungen, mittels derer sich Einzelstaaten exklusive Vorrechte sichern wollten, nicht akzeptieren. Es käme zu Übergriffen, Vergeltungsmaßnahmen und Kriegen. Einzelne Staaten würden ihre wirtschaftliche Überlegenheit ausnutzen, um andere Staaten von sich abhängig zu machen. Beispielsweise müsse New York Einfuhrzölle erheben, die von den benachbarten Staaten Connecticut und New Jersey zu entrichten seien, welche Güter aus New York konsumierten. Die beiden Nachbarstaaten würden diese drückenden Zustände nicht lange hinnehmen. Gleichfalls wären die Bürger von New York nicht bereit, den Nachbarstaaten Steuern zu erlassen, die sie selbst zu zahlen hätten.
Ein weiterer Anlass für Konflikte wäre in der öffentlichen Verschuldung der Union, der Schuldenaufnahme und späteren Tilgung zu sehen. Eine gütliche Einigung zur Lastenverteilung sei kaum möglich, da schon jetzt Uneinigkeit darüber herrsche. Einzelne Staaten sähen die Notwendigkeit nationaler Kreditwürdigkeit nicht ein und seien wahrscheinlich auch nicht bereit, dafür aufzukommen. In anderen Staaten, in denen der Anteil der Bürger an der öffentlichen Schuldenlast überproportional hoch sei, würden die Bürger eine gerechtere und wirksamere Klausel fordern. Deren Verzögerung durch tatsächliche Meinungsverschiedenheiten und vorgeschobene Gründe würde zu Beschwerden der betroffenen Bürger führen, auch würden fremde Mächte auf die Befriedigung ihrer rechtmäßigen Ansprüche dringen. Somit wäre der Friede sowohl durch Einmischung von außen als auch innere Streitigkeiten gefährdet.
Selbst wenn eine gütliche Regelung gefunden wäre, würde diese einige Staaten härter als andere treffen. Diese würden natürlich nach Wegen suchen, ihre Lasten zu verringern. Andere Staaten wären gegen eine Anpassung der Regeln, die ihre Lasten vergrößern würden. Ihre Weigerung wäre ein willkommener Vorwand für die beschwerdeführenden Staaten, ihre Beiträge zurückzuhalten, was zu harten Diskussionen und Auseinandersetzungen führen könnte. Selbst wenn die Regelung praktisch dem Gleichheitsgrundsatz Genüge täte, gäbe es Gründe, weshalb einzelne Staaten mit ihren Zahlungen in Verzug geraten könnten: Ein echter Mangel an Zahlungsmitteln, mangelhaftes Finanzmanagement, zufällige Unordnung in der Regierung und ein generelles Zögern der Menschen, Geld für als überholt betrachtete Zwecke anstelle für unmittelbare Bedürfnisse auszugeben. Zahlungsrückstände gleich welcher Art würden zu Beschwerden, Anschuldigungen und Streitereien führen. Nichts störe den Frieden von Nationen so sehr wie ihre Verpflichtung, zu allgemeinen Zielen beizutragen, welche nicht einen gleichen und sofortigen Nutzen brächten.
Eine weitere mögliche Quelle von Feindseligkeiten stellen Gesetze dar, die privatrechtliche Verträge betreffen und daher die Rechte jener Staaten verletzen, deren Bürger davon betroffen sind. Es sei davon auszugehen, dass die Gesetzgebung einzelner Staaten ohne zusätzliche Kontrollen nicht freizügiger oder gleicher ausfallen würde. Als Beispiel führt Hamilton den Missbrauch der Handelsgesetzgebung durch Rhode Island an, der in Connecticut zu Vergeltungsmaßnahmen geführt habe. Es sei absehbar, dass grobe Verstöße gegen moralische Pflichten und gesellschaftliche Gerechtigkeit durch Waffengewalt geahndet werden könnten.
In früheren Artikeln war schon auf die Möglichkeit unvereinbarer Bündnisse zwischen verschiedenen Staaten oder einzelner Konföderationen und anderen fremden Mächten hingewiesen worden. Hieraus lasse sich schließen, dass Amerika in das Labyrinth der europäischen Politik und Kriege hineingezogen werden würde, wenn es gar nicht oder nur in einem schwachen offensiven oder defensiven Bündnis vereint wäre. Durch zerstörerische Auseinandersetzungen zwischen seinen Teilen würde Amerika zur Beute der Intrigen und Machenschaften der Mächte, die gleichermaßen der Feind aller seien: Divide et impera.